# Let’s be happy
Let’s be happy est un arrangement pour clarinette d'un air traditionnel de la musique klezmer par Giora Feidman. Cet arrangement est représentatif de l'emploi de la clarinette à partir du milieu du XIXe siècle dans cet univers de la musique et la culture ashkénazes.
Cette pièce est souvent reprise par les clarinettistes classiques avec un arrangement  pour ensemble (trio avec piano, orchestre...) réalisé par Göran Fröst, à la demande de son frère clarinettiste Martin Fröst après avoir écouté l'enregistrement de cet air interprété par Giora Feidman quand il avait dix ans.

## Analyse
Arrangée par le clarinettiste Giora Feidman, la pièce Let’s be happy intègre les fondamentaux de ce genre, comme  « l’ornementation, un tempo flexible (presque improvisé) et les « modes » orientaux tels que l’Ahava Raba, Mi sheberakh, et l’Adonoï molokh ». 

« le klezmer n’est qu’une expression sonore de notre voix interne. Quel meilleur instrument pour exprimer cette voix que la clarinette, dotée d’une grande richesse d’expression et de nuances ? »

— Giora Feidman

## Enregistrements
- Giora Feidman, Israel: Yiddish Soul (Network Medien, 1993)
- Giora Feidman, Yiddish Soul, (Pläne, 1995)
- Martin Fröst, Frost and Friends, arrangement par Göran Fröst (BIS Records, 2010)